# Amblyocarenum nuragicus
Amblyocarenum nuragicus, també anomenada aranya nurag (per la cultura dels nurags), és una aranya migalomorfa de la família dels cirtauquènids (Cyrtaucheniidae). Fou descrit per primera vegada per Decae, Colombo i Manunza l'any 2014.
És endèmica de l'illa mediterrània de Sardenya. La mida del cos és d'uns 17 a 25 mm.
Un d'estudi del 2007 classifica Amblyocarenum nuragicus, com a espècie distinta d'altres del gènere Cyrtauchenius. Així, les peculiaritats d'aquesta aranya permet diferenciar el dos gèneres Cyrtauchenius i Amblyocarenum que fins fa poc temps eren considerats molt similars.
Tot i alguna similitud, aquesta aranya no és per confondre amb Cteniza sauvagesi, bastant diferent morfològicament, i des del punt de vista taxonòmic.